# Stephan Gusche
Stephan Gusche (* 13. Februar 1990 in Schwerin) ist ein ehemaliger deutscher Fußballspieler, der als linksfüßiger Defensivspieler sowohl in der Innenverteidigung als auch auf der Sechserposition eingesetzt werden kann. Seine Laufbahn begann Gusche bei Hansa Rostock in der 2. Bundesliga sowie in der 3. Liga.

## Karriere

### Jugend in Schwerin und Rostock
Der linksfüßige Defensivspieler schloss sich im Alter von sechs Jahren dem FC Eintracht Schwerin in seiner Geburtsstadt an, dessen Jugendabteilungen er in den nachfolgenden acht Jahren durchlief. 2004 folgte er seinem älteren Bruder Gerald, der diesen Schritt bereits zuvor vollzogen hatte, und wechselte in die Jugendabteilungen des F.C. Hansa Rostock.
Für Rostock spielte Gusche zunächst eine Saison in der C-Jugend, rückte im Sommer 2005 in die B-Jugend auf und absolvierte noch am Ende der Spielzeit 2005/06 seinen ersten Einsatz für Hansas A-Jugend in der A-Junioren-Bundesliga. Nachfolgend kam Gusche zu weiteren zwölf Einsätzen für Rostocks A-Jugend in der Spielzeit 2006/07, während er im gleichen Zeitraum auch weiterhin für die B-Jugend der Ostseestädter auflief.

### Anfänge bei Hansa Rostock
Nachdem er in seiner ersten regulären Saison als A-Jugendlicher 2007/08 nochmals 16 Einsätze absolviert hatte, rückte er im Sommer 2008 noch als 18-Jähriger in den Herrenbereich des F.C. Hansa auf, wobei er der in der viertklassigen Regionalliga antretenden Reservemannschaft unter Trainer Thomas Finck zugeteilt wurde. Zudem begann er eine Berufsausbildung zum Industriekaufmann, die er später allerdings abbrach, um sich vollständig seiner fußballerischen Laufbahn zu widmen. Aufgrund eines Bandscheiben-Vorfalls kam Gusche jedoch während der Regionalliga-Hinrunde 2008/09 zu keinem Einsatz in Rostocks Reservemannschaft. Stattdessen lief er nach seiner Rehabilitation in der Rückrunde der U-19-Spielzeit 2008/09 erneut für die A-Jugend des Vereins auf.
Im gleichen Zeitraum war Hansas Lizenzmannschaft in der Zweitliga-Saison 2008/09 in Abstiegsgefahr geraten, so dass Andreas Zachhuber im März 2009 als deren Trainer eingesetzt wurde. Zu Zachhubers ersten Maßnahmen als Verantwortlicher gehörte daraufhin die Berufung Gusches zur Lizenzmannschaft. Erst in der Folge absolvierte dieser am 22. März 2009 sein Debüt für die mittlerweile von Axel Rietentiet betreute Reservemannschaft, bei dem ihm auch sein erstes Tor im Herrenbereich gelang. Aufgrund eines Jochbeinbruchs, den er während seines vierten Einsatzes für Hansa II erlitt, kam Gusche zunächst aber nicht mehr zum Einsatz. Erst am 24. Mai 2009, dem letzten Spieltag der Saison, debütierte er schließlich für Rostocks Zweitligamannschaft, als er in den Schlussminuten des Spiels gegen Wehen Wiesbaden eingewechselt wurde.
In der Zweitliga-Spielzeit 2009/10 kam Gusche noch zweifach als Einwechselspieler in Rostocks Lizenzmannschaft zum Einsatz, spielte aber überwiegend für das Regionalligateam, zu dessen Klassenerhalt er in der Saison 2009/10 mit 20 Einsätzen beitrug. Die erste Mannschaft belegte zum Saisonende jedoch den 16. Tabellenplatz und verlor die folgenden Relegationsspiele gegen Ingolstadt, womit der Verein erstmals in seiner Geschichte drittklassig wurde und die Reservemannschaft aus Kostengründen in die Oberliga zurückzog.
Die Vorbereitung zur Drittliga-Spielzeit 2010/11 nutzte Gusche daraufhin, um sich als Stammkraft der nun von Peter Vollmann trainierten Lizenzmannschaft zu empfehlen, wobei er auch von einer langwierigen Verletzung seines Mitspielers Matthias Holst profitierte. In seinem elften Drittliga-Einsatz am 12. Spieltag gegen Heidenheim zog sich Gusche im Oktober 2010 jedoch einen Kreuzbandriss zu, in dessen Folge er für mehrere Monate ausfiel. Ohne Gusches weitere Beteiligung erreichte die Mannschaft schließlich den direkten Wiederaufstieg in die 2. Bundesliga und gewann zudem auch den Landespokal Mecklenburg-Vorpommern, in welchem Gusche in der zweiten Runde noch im Oktober 2010 zu seinem einzigen Einsatz gekommen war.
Zu Beginn der folgenden Spielzeit hatte sich Gusche von seiner Kreuzbandverletzung erholt, zog sich dann aber aufeinanderfolgend mehrere Verletzungen der Muskulatur zu, so dass er sich erst ab September 2011 auch durch mehrere Einsätze in Rostocks Oberligamannschaft erneut für die Profimannschaft empfehlen konnte. In der Hinrunde der Zweitliga-Saison 2011/12 kam er somit lediglich zu einer Einwechslung, während er im gleichen Zeitraum der Oberliga-Spielzeit 2011/12 immerhin sechs A Einsätze absolvieren konnte.
Nach der Winterpause etablierte sich Gusche erneut in Rostocks Profiteam, das aufgrund des drohenden Wiederabstiegs nun nicht mehr von Peter Vollmann, sondern von Wolfgang Wolf trainiert wurde. Unter diesem absolvierte Gusche daraufhin acht weitere Einsätze in der Startelf, bis er sich am 27. Spieltag eine Rote Karte einhandelte und nachfolgend für vier Spiele gesperrt wurde. Obwohl er daher zunächst nicht mehr im Abstiegskampf mitwirken konnte, verlängerte Gusche seinen zum Saisonende auslaufenden Vertrag mit Hansa im April 2012 um ein weiteres Jahr. In den letzten zwei Saisonspielen gehörte Gusche daraufhin wieder zu Rostocks Startaufstellung und konnte in beiden Partien sogar noch seine ersten zwei Tore im Profibereich erzielen, doch stieg Hansa schließlich als Tabellenletzter aus der 2. Bundesliga in die 3. Liga ab.
Vor dem 14. Spieltag der Saison 2012/13 erlitt Gusche im Training einen weiteren Kreuzbandriss im linken Knie, so dass die nun von Trainer Marc Fascher betreute Mannschaft ohne Gusches Beteiligung in Abstiegsgefahr geriet. Bereits zwei Spieltage vor dem Saisonende verkündete dann der Ligakonkurrent SV Wehen Wiesbaden Gusches Verpflichtung zur Folgesaison.

### Gusche bei Wehen Wiesbaden
In Wiesbaden erhielt Gusche zunächst einen Ein-Jahres-Vertrag für die Spielzeit 2013/14 und wurde gemeinsam mit seinen einstigen Hansa-Mitspielern Michael Wiemann und Robert Müller von Peter Vollmann trainiert, den Gusche ebenfalls aus seiner Zeit in Hansas Profimannschaft kennt. Am 27. Juli 2013 zog er sich, nach 2010 und 2012, seinen dritten Kreuzbandriss, diesmal am rechten Knie, zu. Zudem erlitt er einen Außenmeniskusriss und einen Innenbandteilriss. Im Sommer 2014 wurde sein Vertrag nicht verlängert.